# Rutsjebanen i Tivoli
Rutschebanen i Tivoli i København er en rutsjebane bygget i 1914, og den er en af verdens ældste rutsjebaner. Den er bygget af ingeniøren Walther Queenland fra Irland, der også byggede Rutschebanen på Dyrehavsbakken i 1932. Rutschebanen i Tivoli kørte sin første tur med gæster midt i juni 1914.
Den består af en bane af træ belagt med stålbeslag, hvorpå der kører rutsjebanevogne, der trækkes op til startpunktet af en stålwire. Den er 625 meter lang (ekskl. 95 meter sidespor og værksted) og har en maksimal højde på 18 meter. Den højeste hastighed er 58 km/t.
Banen og stilladset er bygget af træ, mens skallen, som forestiller en bjergside, er bygget af glasfiber. En specialitet for netop denne rutsjebane er, at der er en bremsemand på hvert tog, der sørger for at bremse før alle sving og ved turens afslutning. På grund af de anstrengende arbejdsforhold for bremsemanden er der strenge regler for arbejdstider og pauser.
Den nuværende rutsjebane er Tivolis tredje. Den første stammede fra havens åbning i 1843 og bød gæsterne på 7 sekunders gys. Den blev revet ned i 1895 og året efter erstattet af en ny, der kun stod frem til 1901.
Under 2. verdenskrig måtte gæsterne pga. energirationering gå til toppen, mens vognene blev trukket op ved håndkraft vha. et spil på banens tag. I juni 1944 blev Rutschebanen udsat for schalburgtage, hvor et stykke af banen blev sprængt væk.
I anledning af banens 100-års jubilæum i 2014 genskabte man de to “sneklædte bjergtinder” (i glasfiber), der oprindelig knejsede over Rutschebanen ved dens åbning i 1914. I midten af 1920'erne blev de pillet ned efter krav fra Københavns Kommune. Ved renoveringen, der kostede 40 millioner kroner, tilføjede man også et kunstigt vandfald med 22 meters fald – Danmarks største – for at bidrage til illusionen om en ægte bjergbane.
I juni 2023 fik Rutschebanen tildelt prisen Roller Coaster Landmark fra American Coaster Enthusiasts.